# ジョン・ビーズリー
サー・ジョン・デイヴィッドソン・ビーズリー（John Davidson Beazley, CH, MA, LittD, DLitt, FBA、1885年9月13日 - 1970年5月6日）は、イギリスの古典考古学 (classical archaeology)、美術史研究家で、古代ギリシアのアッティカ（アッティケー）系の陶器の壷について、様式による分類を提示したことで知られる。1925年から1956年まで、オックスフォード大学で古典考古学・美術の教授を務めた。

## 生い立ち
ビーズリーは、スコットランドのグラスゴーで、1885年9月13日に、マーク・ジョン・マレー・ビーズリー（Mark John Murray Beazley、1940年没）とメアリ・キャサリン・ビーズリー、旧姓デイヴィッドソン（Mary Catherine Beazley née Davidson、1918年没）の間に生まれた。サウサンプトンのキング・エドワードIV・スクール (King Edward VI School) とサセックス州のクライスト・ホスピタル (Christ's Hospital) に学んだ。オックスフォード大学ベリオール・カレッジに進み、古典学（Literae Humaniores、「より人間的な文学」の意、古代哲学、人文学、古代史など）を学んだ。ビーズリーは、卒業試験の第一次学位取得試験 (Honour Moderations) と、最終学位取得試験 (Final Honour School) の両方を第1位で通過し. 1907年に学士 (Bachelor of Arts) を取得した。オックスフォードでは、詩人ジェイムズ・エルロイ・フレッカー (James Elroy Flecker) と親友になった。

## 研究者として
大学卒業後、ビーズリーはアテネ・イギリス学院 (British School at Athens) に在籍した、その後、オックスフォード大学のクライスト・チャーチに学生兼古典語のチューターとして戻った。
第一次世界大戦中、ビーズリーは諜報機関で働いた。戦時中の大部分は、海軍本部情報局 (Naval Intelligence Division) の暗号解読機関ルーム40 (Room 40)で働いていた。1916年3月から10月までは、一時的に陸軍の所属となり、臨時的に少尉に任じられていた。
1925年、ビーズリーはオックスフォード大学の古典考古学・芸術リンカーン講座教授 ( Lincoln Professor of Classical Archaeology and Art) となり、この職に1956年までとどまった。ビーズリーの専門は、ギリシアの装飾陶器（特に黒絵式と赤絵式）であり、この分野の世界的な権威となった。ビーズリーは、ジョヴァンニ・モレッリが提唱した美術史の手法を応用して、作者の署名などがない状態の作品について、特定の工房なり作家の様式 (hands) によって作品を同定した。こうしてビーズリーが最初に特定作家の手になるものとして抜き出した作品群の作者は「ベルリンの画家 (Berlin Painter)」であった。ビーズリーは、大小さまざまな古典陶器を総観し、古代アテナイにおける製陶工房と作家たちの歴史を構築していった。1925年にドイツ語で刊行されたビーズリーの著書『Attische Vasenmaler des rotfigurigen Stils（アッティカの赤絵画壷絵作家たち）』は、1942年に英語版『Attic Red-figure Vase-painters』が刊行された。

## 晩年
ビーズリーは、1956年に引退したが、その後も死ぬまで仕事を続けた。ビーズリーの個人的文書などのアーカイブはアシュモレアン博物館 (Ashmolean Museum) に収められたが、その後2007年に「古典芸術研究センター」と改称されてオックスフォード古典学部 (the Oxford Faculty of Classics) に移管された。ただし、膨大な内容を含む新しいウェブサイトは、現在も「ザ・ビーズリー・アーカイブ (The Beazley Archive)」と称されている。ビーズリーは、1970年5月6日にオックスフォードで没した。

## 受賞・顕彰
ビーズリーは1927年に、英国学士院フェローに選ばれた。1949年には、下級勲爵士 (Knight Bachelor) に叙されている。1954年には、アメリカ芸術科学アカデミーの外国人名誉会員に選ばれた。さらに、1959年の新年の叙勲 (New Year Honours) において、「学術への貢献」に対してコンパニオンズ・オブ・オーナー勲章 (Order of the Companions of Honour) が授けられた。

## 家族
1919年、ビーズリーは、最初の夫を第一次世界大戦で失くし未亡人となっていたマリー・イズラ（旧姓：ブルームフィールド）(Marie Ezra, née Bloomfield) と結婚した。マリーは1967年に死去した。マリーと前夫との間の娘 で、ビーズリーの養女となったジョヴァンナ・マリー・テレーズ・バベット・"メアリ"・イズラ (Giovanna Marie Therese Babette "Mary" Ezra) は、アイルランド人の詩人ルイス・マクネイス (Louis MacNeice) と結婚した。